# Avlékété
Avlékété ist ein Arrondissement im Departement Atlantique in Benin. Es ist eine Verwaltungseinheit, die der Gerichtsbarkeit der Kommune Ouidah untersteht. Gemäß der Volkszählung von 2013 hatte Avlékété 11.453 Einwohner, davon waren 5624 männlich und 5829 weiblich.
In südlicher Richtung ist der Atlantik nicht weit entfernt, nördlich besteht in Pahou Zugang zur Fernstraße RNIE1.